# Pato-mandarim
Pato-mandarim (Aix galericulata), marreco-mandarim ou apenas mandarim, é um pato de médio porte, parente próximo do pato-carolino.

## Características
Mede de 41 a 49 cm de comprimento, com uma envergadura de 65 a 75 cm.
O macho adulto é uma ave marcante e inconfundível. Possui um bico vermelho, faixas brancas crescentes acima dos olhos, uma face avermelhada e "bigodes".
O peito é roxo com duas faixas verticais, os flancos rosados, com duas faixas laranjas que deslizam pelas costas. A fêmea é similar à fêmea do Pato-carolino, com um anel branco em volta do olho e desenhado para a parte de trás do olho, esbranquiçada na parte debaixo, com uma pequena faixa branca na lateral e esbranquiçada também na ponta do bico.

## Cultura Chinesa
Os Patos Mandarins são referenciados pelos chineses como Yuan-yang (chinês tradicional: 鴛鴦, chinês simplificado: 鸳鸯, pinyin: yuān yāng), são frequentemente destacados na arte Oriental e são considerados como símbolos de carinho e fidelidade conjugal. Uma vez que, após acasalarem se mantêm aos pares para o resto da vida.
Um provérbio chinês para casais usa o pato mandarim como metáfora: "Dois patos mandarins brincando na água" (chinês tradicional: 鴛鴦戲水, chinês simplificado: 鸳鸯戏水, pinyin: yuān yāng xì shuǐ). O símbolo do Pato Mandarim é também utilizado nos casamentos chineses, por que na tradição chinesa eles simbolizam a felicidade e a fidelidade conjugal. A razão para esta metáfora é por que ao contrário de outras espécies de patos, o pato mandarim permanece com a parceira com a qual acasalou até que os ovos eclodam e inclusive auxilia no cuidado com os filhotes. Mesmo com os dois pais zelando pela segurança dos filhotes, a maioria deles não consegue chegar na idade adulta.

## Distribuição geográfica
A espécie foi difundida no leste da Ásia, mas as exportações em larga escala e a destruição das florestas que lhes serviam de habitat, tem reduzido as populações deles na Rússia e na China para menos de 1000 casais em cada país. No entanto, no Japão ainda existem aproximadamente 5000 casais.
Espécimes, frequentemente escapam dos seus bandos, tanto que no século XX uma população selvagem de aproximadamente 1000 casais se estabeleceram na Grã-Bretanha. Embora isso seja de grande importância para a preservação da espécie, as aves não são protegidas no Reino Unido, pois não são nativas do país.
Existe também uma população selvagem migrante de centenas de mandarins no condado de Sonoma na Califórnia. Esta população é o resultado dos vários mandarins que escaparam dos seus cativeiros e começaram a se reproduzir na natureza.
No meio selvagem, os mandarins ficam em lugares densamente arborizados próximos de lagos, pantanos e lagoas. Eles fazem seus ninhos nas cavidades das árvores, próximas da água. Durante a primavera, as fêmeas põem seus ovos nas cavidades da árvores após o acasalamento. Os machos não participam da incubação, deixando a fêmea tomar de conta dos ovos sozinha. No entanto, diferentemente de outras espécies de patos, o macho não abandona a fêmea completamente, deixando-a apenas temporariamente até que os filhotes tenham nascido. Logo após o nascimento dos filhotes, a fêmea voa de volta ao chão e chama os filhotes para saltarem do ninho. Depois que todos os filhotes estão fora da árvore, eles seguem a mãe para a massa de água mais próxima onde eles normalmente encontram o pai, que irá se unir novamente à família e proteger os filhotes junto com a mãe.

## Galeria

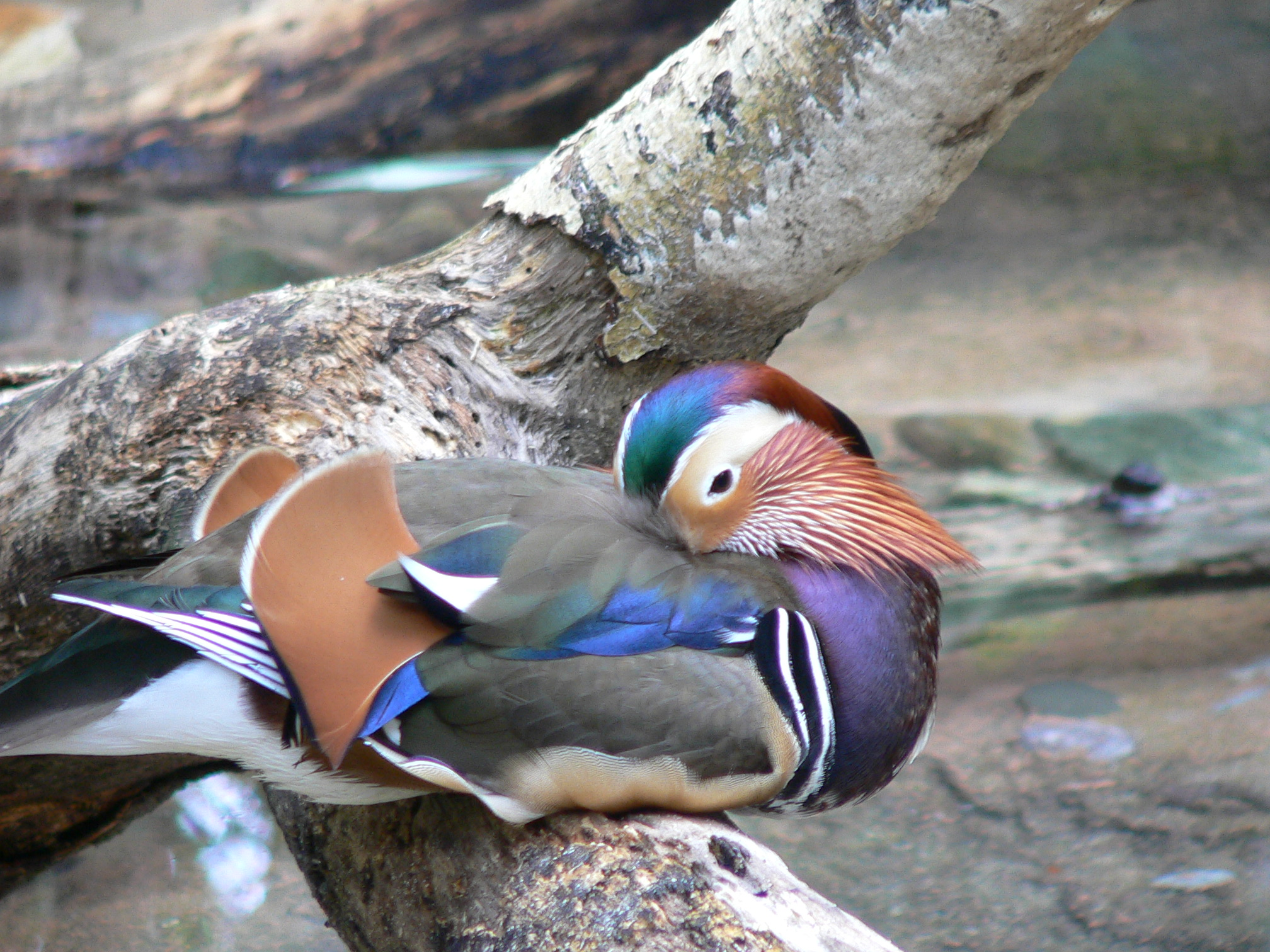
Pato
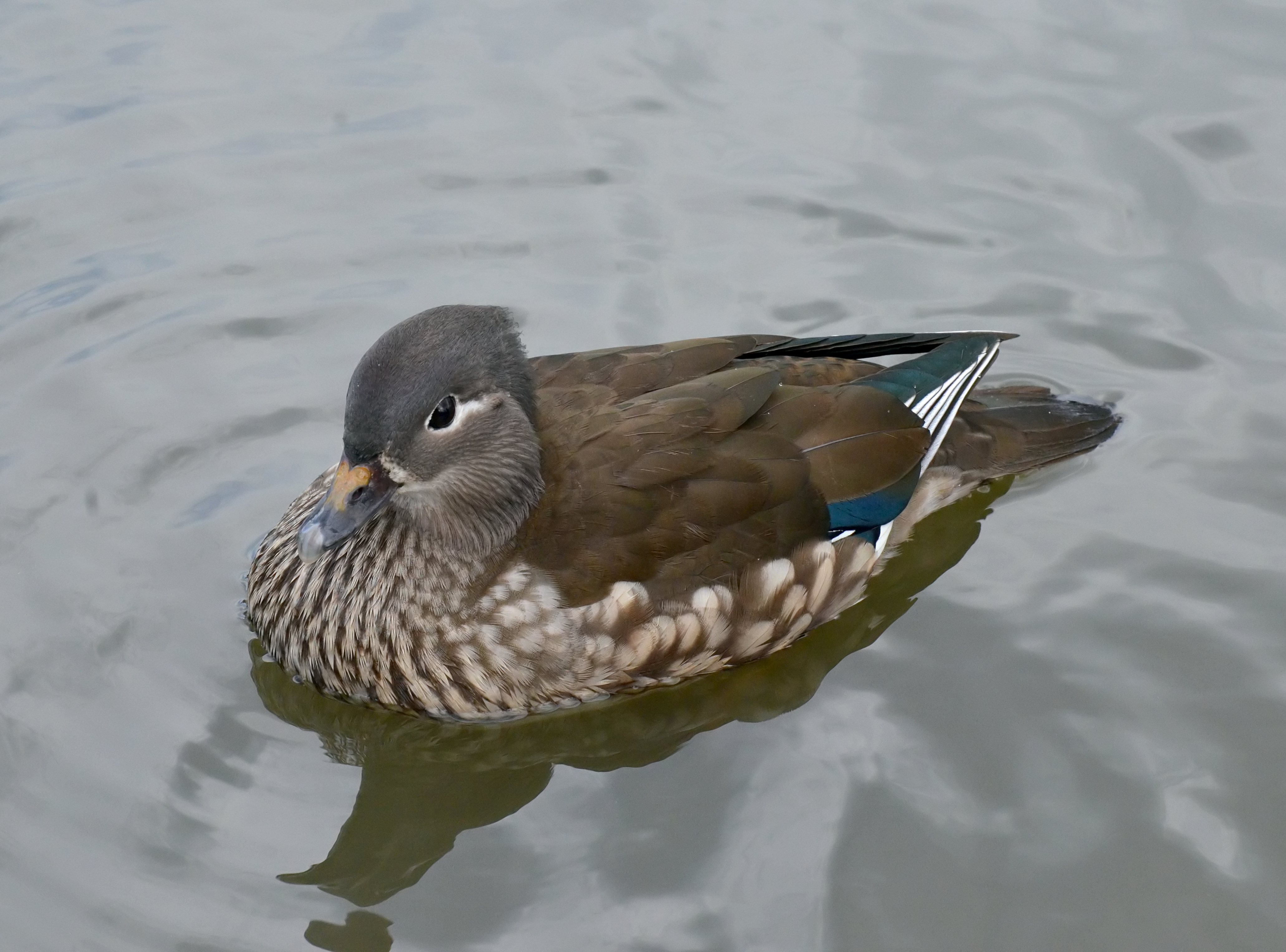
Fêmea
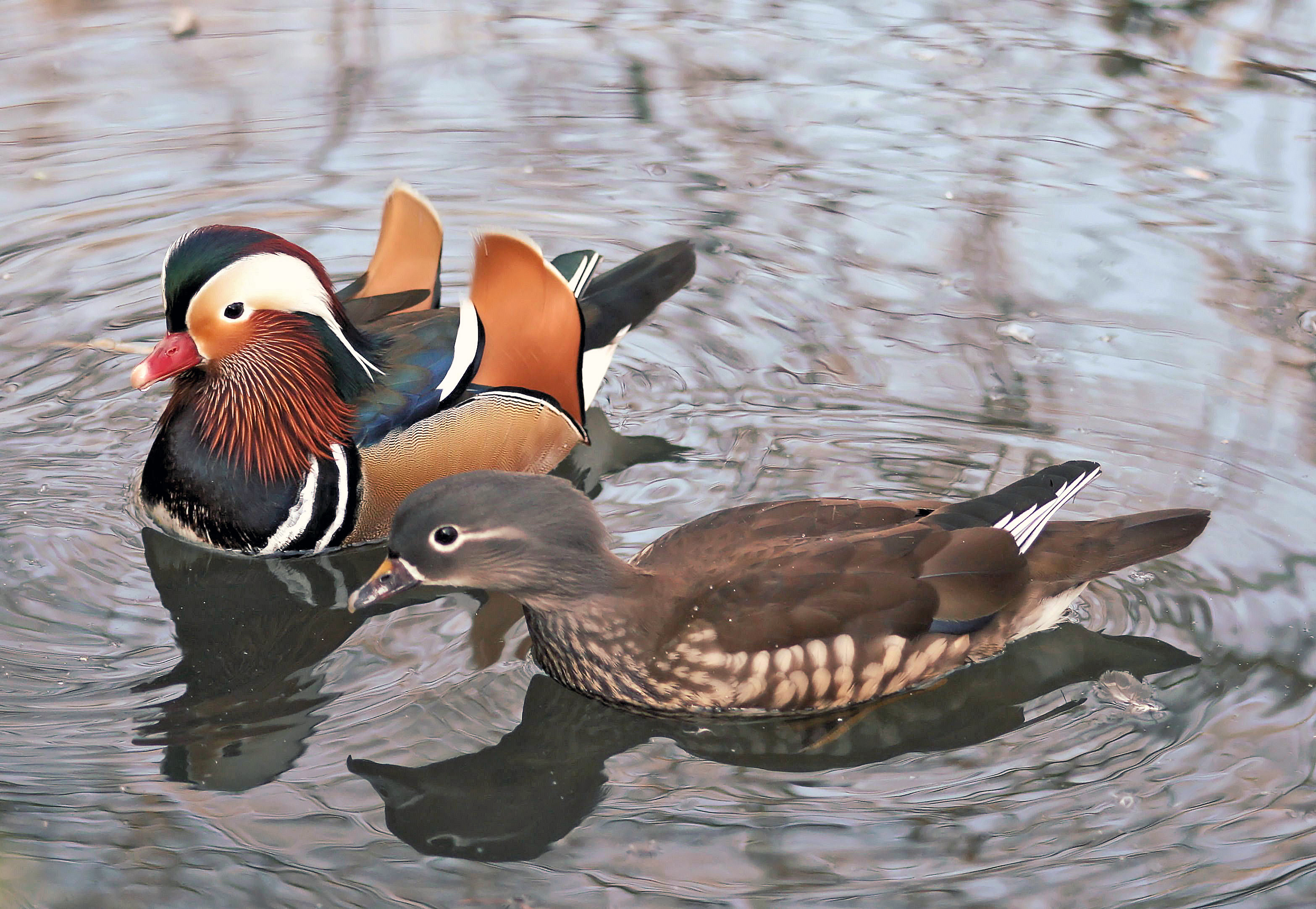
Casal
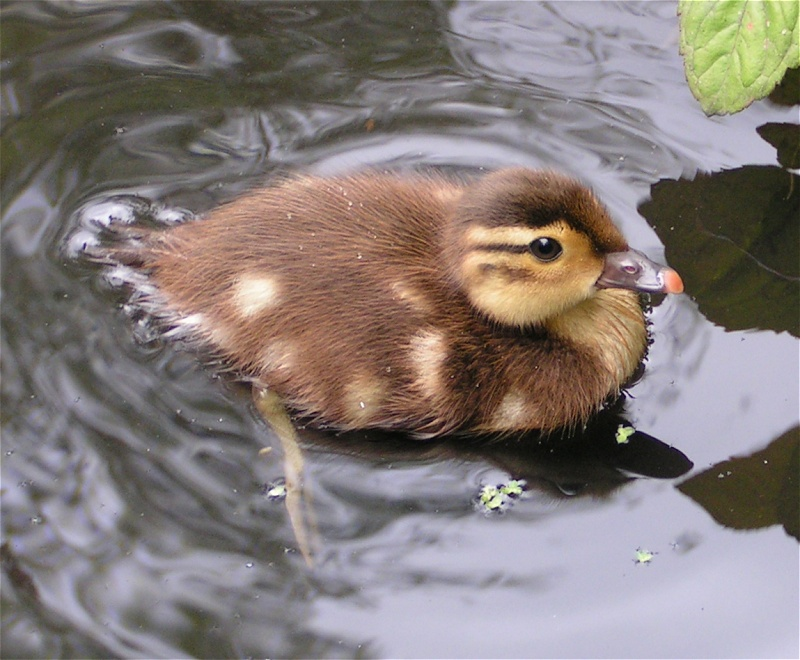
Filhote
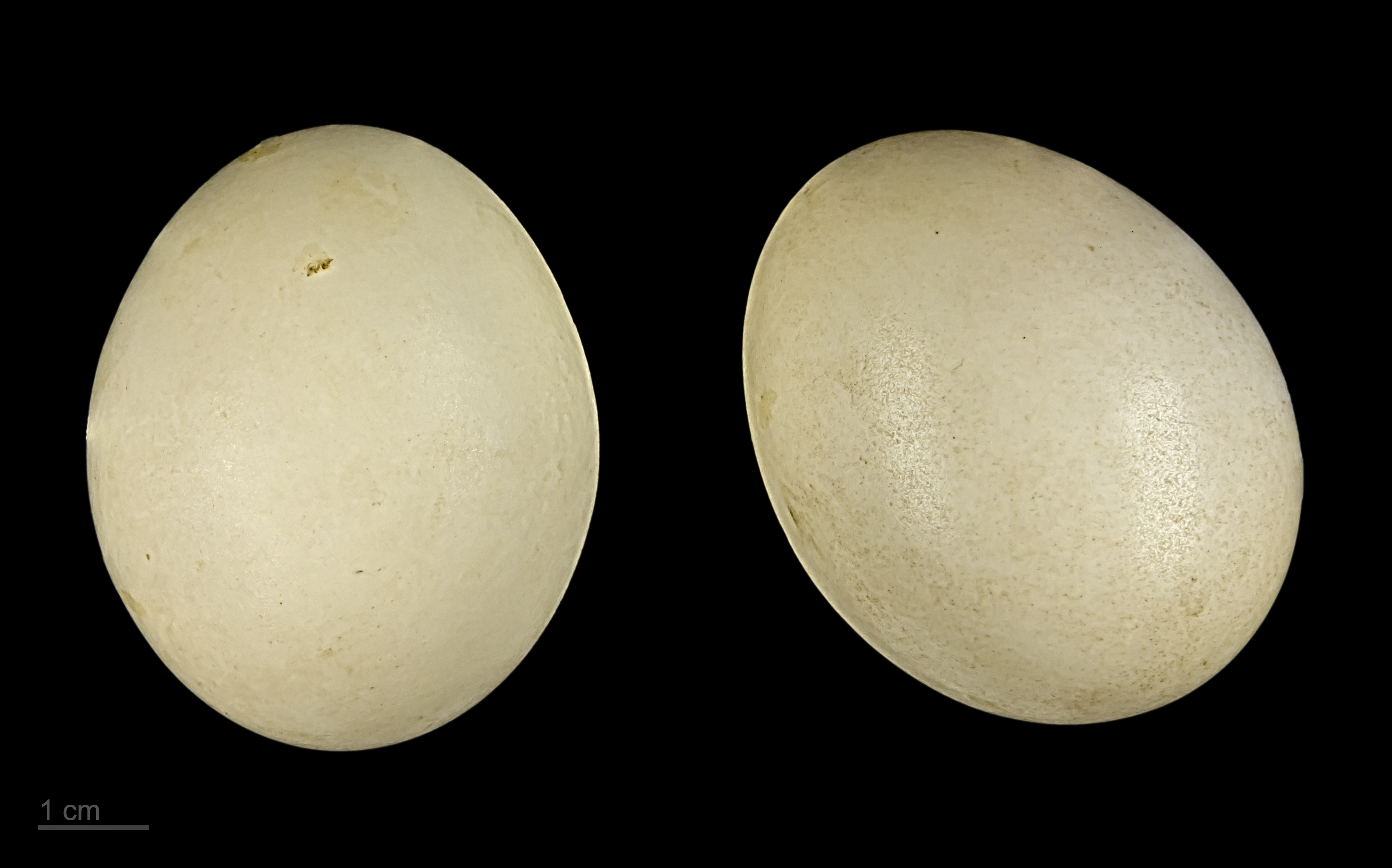
Aix galericulata - MHNT